# U 16 (тип підводних човнів Німеччини)
| SM U-16                    | | |
|                            | | |
|                            | | |
| Під прапором               | Німецька імперія | Німецька імперія |
| Спуск на воду              | 29 серпня 1911 (1 човен) | 29 серпня 1911 (1 човен) |
| Виведений зі складу флоту  | 8 лютого 1919 | 8 лютого 1919 |
| Сучасний статус            | затонув | затонув |
| Проєкт                     | | |
| Тип ПЧ                     | Дизельний ПЧ | Дизельний ПЧ |
| Розробник проєкту          | Friedrich Krupp Germaniawerft, Кіль                                                                                                | Friedrich Krupp Germaniawerft, Кіль                                                                                                |
| Вартість                   | 2539000 марок | 2539000 марок |
| Основні характеристики     | | |
| Швидкість (надводна)       | 15,6 вузлів (28,9 км/год) | 15,6 вузлів (28,9 км/год) |
| Швидкість (підводна)       | 10,7 вузлів (19,8 км/год) | 10,7 вузлів (19,8 км/год) |
| Робоча глибина занурення   | 30 | 30 |
| Гранична глибина занурення | 50 м | 50 м |
| Автономність плавання      | 20 діб, 3250 морських миль (6020 км) при швидкості 17 км/год, в підводному положенні — 55 м.миль (102 км) при швидкості 8,3 км/год | 20 діб, 3250 морських миль (6020 км) при швидкості 17 км/год, в підводному положенні — 55 м.миль (102 км) при швидкості 8,3 км/год |
| Екіпаж                     | 25 осіб (4 офіцери) | 25 осіб (4 офіцери) |
| Розміри                    | | |
| Довжина найбільша (по КВЛ) | 57,8 м | 57,8 м |
| Ширина корпусу найб.       | 6 м | 6 м |
| Середня осадка (по КВЛ)    | 3,36 м | 3,36 м |
| Водотоннажність надводна   | 489 (539) т | 489 (539) т |
| Озброєння                  | | |
| Артилерія                  | 1х 2" (50-мм) палубна гармата | 1х 2" (50-мм) палубна гармата |
| Торпедно- мінне озброєння  | 2 носових і 2 кормових ТА калібру 18" (450-мм). 6 торпед                                                                           | 2 носових і 2 кормових ТА калібру 18" (450-мм). 6 торпед                                                                           |
| Зображення на Вікісховищі  | | |

 U 16 (тип підводних човнів Німеччини) — 1 німецькі підводний човен ВМФ Німецької імперії. Замовлений 29 серпня 1909 року, переданий флоту 28 грудня 1911 року.
В часи  Першої світової війни був в числі 329 підводних човнів німецької імперії, котрі брали участь у бойових діях. Човен типу SM U-16 потопив 14 кораблів і суден супротивників, загальним тоннажем 23800 тон.
У час війни човен був втрачений внаслідок аварії в Північному морі.
Цей тип підводних човнів був продовженням вдосконалення човна типу U 9. Відрізнявся більшим тоннажем (за умови збереження попередніх розмірів), потужнішою енергетичною установкою більшою підводною і надводною швидкістю.

## Представники
| Назва   | Завод                         | Закладений | Спущений на воду | Переданий флоту | Виведений з флоту |
| ------- | ----------------------------- | ---------- | ---------------- | --------------- | --- |
| SM U-16 | Friedrich Krupp Germaniawerft | 29.08.1909 | 10.05.1910       | 28.12.1911      | 8.02.1919, затонув внаслідок аварії в Північному морі, приблизно в точці 58°59′ пн. ш. 08°29′ сх. д. / 58.983° пн. ш. 8.483° сх. д. |